# Endlicheria paniculata
Endlicheria paniculata là loài thực vật có hoa trong họ Nguyệt quế. Loài này được (Spreng.) J.F.Macbr. miêu tả khoa học đầu tiên năm 1938.